# Deviză (expresie)
Deviza este o expresie sau o propoziție scurtă simbolică. Ea descrie motivațiile sau intențiile unui individ, unui grup social, ale unei organizații pe care a ales-o pentru a sugera un ideal, ca regulă de conduită sau pentru a aminti un trecut glorios.

## Exemple de devize

Stema mijlocie a României Mari; Deviza „Nihil sine Deo” se poate citi pe eșarfa de sub scut.

- «Nihil sine Deo» - expresie latină; se traduce: „Nimic fără Dumnezeu”. Aceasta este deviza Casei Regale a României de Hohenzollern.
- «E pluribus unum» - expresie latină; se traduce: „Din mai mulți unul”. Până în anul 1956 era deviza Statelor Unite ale Americii.
- «In God We Trust» - expresie engleză; se traduce: „Avem credință în Dumnezeu”. Este deviza Statelor Unite ale Americii, începând din 1956.
- «Liberté, Égalité, Fraternité»[2] - expresie franceză. Aceasta este deviza Republicii Franceze.
- «Pravda vítězí » - expresie în limba cehă, care semnifică „Adevărul va învinge”; este vechea deviză a Cehoslovaciei și deviza actuală a Republicii Cehe.
- «Por mi raza hablará el espíritu.» - expresie spaniolă; se traduce: „Prin rasa mea va vorbi spiritul”. Aceasta este deviza Universității Naționale Autonome din Mexic.
- «Dieu et mon Droit» - expresie franceză; se traduce: „Dumnezeu și dreptul meu”. Este deviza casei regale a Angliei.
- «Honi[3] soit qui mal y pense.[4]» este o expresie franceză, care se traduce: „Să se facă de rușine cel ce se gândește la rele (despre asta)”. Este deviza Ordinului Jartierei,[5][6][7]cel mai înalt ordin al Regatului Unit.[8][9][10] Deviza este gravată pe broșa care se acordă membrilor Ordinului Jartierei.
- «Einigkeit und Recht und Freiheit» - expresie în limba germană; este deviza Germaniei și semnifică „Unitate, Dreptate și Libertate”.

Stema Municipiului Brașov, cu deviza Deo vindici Patriæ, pe eșarfă

- «Deo vindici Patriæ» - expresie latină; este deviza adoptată de Primăria Municipiului Brașov.
- «Post Tenebras Lux» - expresie latină; se traduce: „După întuneric, urmează lumina”. Aceasta este deviza cantonului Geneva din Elveția).
- «Nec pluribus impar» - expresie latină. Era deviza regelui Ludovic al XIV-lea, care avea drept emblemă un soare. Este supranumit Regele Soare.
- «A mari usque ad mare» - expresie latină; se traduce: „De la un ocean la altul”. Este deviza Canadei.[11]
- «In varietate concordia» - expresie latină; se traduce: „Unitate în diversitate”.[12] Este deviza Uniunii Europene.
- «Unus pro omnibus, omnes pro uno»[13], în traducere: „Unul pentru toți, toți pentru unul”. Este deviza tradițională a Elveției.
- «Citius, altius, fortius» - expresie latină, în traducere: „Mai repede, mai înalt, mai puternic”. Este deviza Jocurilor Olimpice.
- « Fluctuat nec mergitur » este o locuțiune latină semnificând „Este bătut de valuri, dar nu se scufundă” sau, o altă traducere în limba română: „Plutește, dar nu se scufundă”. Servește drept deviză a orașului Paris, capitala Franței.
- « Yurtta sulh, cihanda sulh sau Yurtta barıș, dünyada barıș » este deviza Turciei, care semnifică: „Pace în țară, pace în lume”.

În heraldică, devizele sunt adesea reprezentate în steme, de obicei pe o eșarfă situată sub scut.

## Galerie de imagini

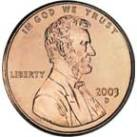
Deviza « IN GOD WE TRUST », pe o monedă de un cent din Statele Unite ale Americii, datând din 2003, bătută la Denver
Stema Statelor Unite ale Americii, cu deviza pe eșarfă: E PLURIBUS UNUM
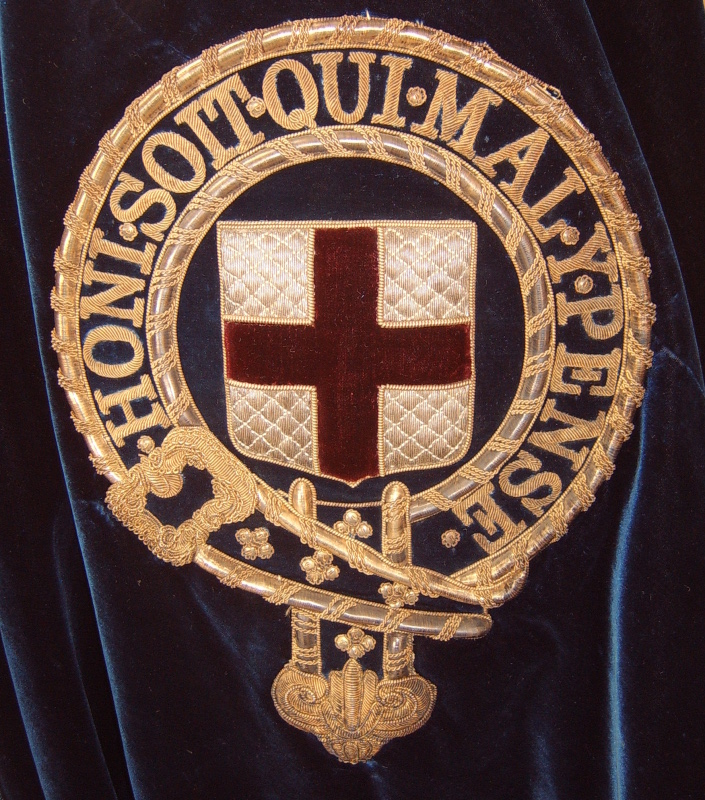
Ordinul Jartierei; se poate citi, cu ușurință, deviza acestui faimos ordin: HONI SOIT QUI MAL Y PENSE.
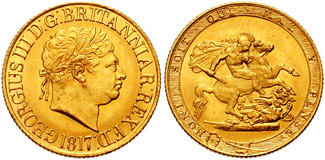
Regele George al III-lea, pe aversul unui Sovereign din 1817; avers: GEORGIUSIIID:G:BRITANNIAR:REX:F:D:, în exergă, milesimul: 1817; cap laureat spre dreapta; revers: deviza Ordinului Jartierei: HONI SOIT QUI MAL Y PENSE; Sfântul Gheorghe călare, răpunând balaurul (spre dreapta), gravură de Benedetto Pistrucci.
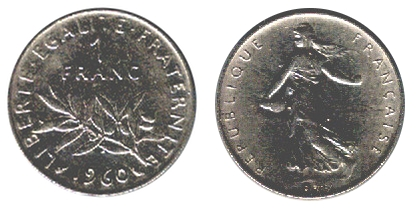
Deviza Republicii Franceze, «LIBERTÉ, ÉGALITÉ, FRATERNITÉ»[2], pe o monedă de 1 franc (avers), emisă în anul 1960
Deviza Casei Regale a Regatului Unit, DIEU ET MON DROIT și deviza Ordinului Jartierei, HONI SOIT QUI MAL Y PENSE, pe Stema Regală a Regatului Unit al Marii Britanii și al  Irlandei de Nord, folosită de guvernul acestei țări.

### Articole conexe
- Heraldică
- Heraldica României
- Ordinul Jartierei

### Teferințe și note
1. ↑  Alte denumiri: slogan, motto, lozincă
2. 1 2  Se traduce în limba română prin: „Libertate, Egalitate, Fraternitate”.
3. ↑  În franceza veche era scris cu un singur „n”.
4. ↑  Expresie franceză: Honni soit qui mal y pense.
5. ↑  Ordinul Jartierei a fost instituit, în Anglia pe la anul 1340 de către regele Eduard al III-lea (n. 1312 - d. 1377, care a domnit între anii 1327 - 1377). In Webster's Seventh New Collegiate Dictionary, G. & C. Merriam Company, Publishers, Springfield, Massachusetts, U.S.A., 1970, p. 1066.
6. ↑  În engleză: Order of the Garter
7. ↑  După alte surse (Webster's New World Dictionary of the American Language, College Edition, The World Publishing Company, Cleveland and New York, 1957, p. 597.), Ordinul Jartierei ar fi fost instituit de regele Eduard al III-lea, în anul 1344.
8. ↑  Webster's Seventh New Collegiate Dictionary, G. & C. Merriam Company, Publishers, Springfield, Massachusetts, U.S.A., 1970, p. 1066.
9. ↑  Webster's New World Dictionary of the American Language, College Edition, The World Publishing Company, Cleveland and New York, 1957, p. 597.
10. ↑  Se spune că, la un bal, contesa de Salisbury, metresa regelui, a lăsat să-i cadă jartiera, în timp ce dansa. Regele a ridicat jartiera și a așezat-o la loc. Tăind elanul celor care făceau glume la adresa gestului său, regele a spus: „Messieurs, honni soit qui mal y pense!”, adică „Domnilor, nerușinat să fie [considerat] cel ce se gândește la rău!” Cei care râd acum se vor simți onorați să poarte o panglică asemănătoare. (In Le Petit Larousse Illustré en couleurs, Larousse, Paris, 2007, p. LIX)
11. ↑  Canada. Devise, drapeaux, emblèmes, hymnes nationaux, toponymie
12. ↑  
Bulgară: Единство в многообразието -
    croată: Ujedinjeni u različitosti -
    cehă: Jednotná v rozmanitosti -
    daneză: Forenet i mangfoldighed -
    neerlandeză: In verscheidenheid verenigd -
    engleză: United in diversity -
    estonă: Ühinenud mitmekesisuses -
    finlandeză: Moninaisuudessaan yhtenäinen -
    franceză: Unie dans la diversité -
    germană: In Vielfalt geeint -
    greacă: Ενωμένοι στην πολυμορφία -
    maghiară: Egység a sokféleségben -
    irlandeză: Aontaithe san éagsúlacht -
    italiană: Uniti nella diversità -
    letonă: Vienoti daudzveidībā -
    lituaniană: Suvienijusi įvairovę -
    malteză: Magħquda fid-diversità -
    polonă: Zjednoczeni w różnorodności -
    portugeză: Unidade na diversidade -
    română: Unitate în diversitate -
    slovacă: Zjednotení v rozmanitosti -
    slovenă: Združeni v različnosti -
    spaniolă: Unida en la diversidad -
    suedeză: Förenade i mångfalden -
13. ↑  Expresie latină; în germană: «Einer für alle, alle für einen», în franceză: «Un pour tous, tous pour un», în italiană: «Uno per tutti, tutti per uno», iar în limba retoromană: «In per tuts, tuts per in»